# Торпедо (футбольный клуб, Таганрог)
«Торпе́до» — бывший советский и российский футбольный клуб, представлявший город Таганрог. На уровне команд мастеров в первенствах СССР и России играл в 1946, 1948, 1949, 1956—1971, 1975—2000 годах.

## Названия
- с начала 1920-х — Клуб им. Артёма
- 1936—1946 — «Зенит»
- 1946—1953 — «Трактор»
- 1953—2004 — «Торпедо»

## История
Команда была основана в 1925 году при клубе имени Артёма на базе Таганрогского инструментального завода (позже — Таганрогский комбайновый завод). Выступала под названиями «Зенит» (1936—1946), «Трактор» (1946—1953), «Торпедо» (1953—2004).
В 1955 году директор Таганрогского комбайнового завода А. М. Меркулов, опекавший «Торпедо», пригласил из Москвы на должность тренера команды Георгия Васильевича Мазанова. Уже на следующий, 1956 год команда заняла второе место в классе «Б», профессиональной лиге, отстав всего лишь на одно очко от минских армейцев.
ФК «Торпедо» полностью прекратил существование после сезона 2004 года.

## Достижения
- Чемпион РСФСР (1955).
- Серебряный призёр чемпионата РСФСР среди команд коллективов физкультуры (1954).
- Бронзовый призёр чемпионата УССР (1921).
- Финалист Кубка СССР среди команд коллективов физкультуры (1940).
- Финалист Кубка РСФСР среди команд коллективов физкультуры (1950).
- Чемпион Донецкой губернии (1921, 1922).
- Чемпион Ростовской области (1938, 1939, 1940, 1945, 1951, 1953, 1956, 1973, 1974).
- Обладатель Кубка ВЦСПС (1937).
- Обладатель Кубка газеты «Молот» (1945, 1947, 1954, 1974).
- Финалист Кубка газеты «Молот» (1946, 1949).
- Обладатель Кубка Октября (1964, 1965, 1973).
- Обладатель Кубка памяти П. П. Щербатенко (1990, 1994).

Участник первенства СССР:
- третья группа (1946) — 3 место.
- вторая группа (1948, 1949): 38 матчей (+11=7-20; 57-82), лучший результат — 5 место в зоне в 1949 г.
- класс «Б» (1956—1967): 372 матча (+184=96-92; 529—318), лучший результат — 2 место в 1956, 1957, 1960 (в зоне), 1966 (в зоне) гг.
- вторая группа класса «А» (1968—1970): 120 матчей (+35=42-43, 106—126), лучший результат — 11 место в зоне в 1969 г.
- вторая лига (1971, 1975—1991): 659 матчей (+260=134-265, 798—823), лучший результат — 2 место в зоне в 1988 г.

В конце чемпионата 1988 года «торпедовцы» уже праздновали победу и начали готовиться к стыковым матчам за выход в Первую лигу, но в итоге разделили первое место в зоне с Новороссийским «Цементом», набравшем нужное количество очков в перенесённых матчах. И хотя команда из Таганрога была лучше по всем дополнительным показателям (результатам личных встреч, разнице забитых и пропущенных мячей), был назначен дополнительный матч на нейтральной территории (в Грозном). «Торпедо» уступило 0:2 и заняло второе место в зоне.
В 1990 г. команда играла во второй низшей лиге (четвёртый по силе дивизион в стране), заняв первое место, вернулась в третий.
Участник первенства России:
- Первая лига (1992, 1993): 76 матчей (+30=13-33, 109—104), лучший результат — 12 место в 1992 г.
- Вторая лига (второй дивизион) (1994—2000): 272 матча (+112=50-110, 419—391), лучший результат — 3 место в 1995, 1996 гг.
- Первенство КФК/ЛФЛ (2001—2004): 150 матчей (+80=20-50, 269—160), лучший результат — 3 место в 2003 г.

Самые крупные победы команды в первенстве страны — 8-0 («Волгарь» Астрахань — 1960 г., «Трион-Волга» Тверь — 1992 г.).
Самая крупная победа на выезде — 5-0 («Спартак» Нальчик — 1961 г.).
Самые крупные поражения — 0-8 («Нефтяник» Баку — 1948 г.) и 1-9 (СКА Ростов-на-Дону — 2000 г.).
Лучший бомбардир клуба — Валерий Попов:
- в первенстве России — 80 мячей;
- всего — 150 мячей.

Лучший бомбардир клуба в первенстве СССР — Владимир Нечаев — 74 мяча.
Рекордсмен клуба по числу сыгранных матчей — Валерий Попов:
- в первенстве СССР — 311 игр;
- в первенстве России — 350 игр;
- всего — 661 игр.

Рекордсмен результативности за сезон — Дмитрий Кириченко (32 забитых мяча в 1997 г.).
Рекордсмен результативности за сезон в первенстве СССР — Владимир Нечаев (25 забитых мячей в 1956 г.).